# Benedikt Böhm (Landrat)
Benedikt Böhm (* 15. Oktober 1885 in München; † 25. Juli 1959 ebenda) war ein deutscher Landrat.

## Leben
Nach dem Abitur studierte Benedikt Böhm an der Ludwig-Maximilians-Universität München Rechtswissenschaften, legte die erste juristische Staatsprüfung ab und wurde zunächst Rechtspraktikant beim Landesarmenverband Oberbayern und später Akzessist bei der Regierung von Oberbayern. Nach dem Großen juristischen Staatsexamen wurde er Assessor beim Bezirksamt Aichach. In der ersten Jahreshälfte 1928 war er zur Aushilfe beim Oberversicherungsamt Regensburg abgeordnet und erhielt am 10. Oktober 1928 den Titel und Rang eines Regierungsrats. Bevor Böhm am 1. Juni 1934 Bezirksamtsvorstand (ab 1939 Landrat) im Bezirksamt Alzenau (ab 1939 Landkreis Alzenau) wurde, war er vom 1. Juli 1932 bei der Regierung von Oberbayern beschäftigt. In Alzenau blieb er bis zum 29. Juni 1939, als er in den Wartestand versetzt wurde. Rechtsgrundlage für diese Maßnahme war § 44 des Deutschen Beamtengesetzes vom 26. Januar 1937. Diese Bestimmung ermöglichte es, unliebsame Personen abseits zu stellen.
Vermutlich im Jahre 1944 wurde er in den endgültigen Ruhestand versetzt.